# Taxat-Senat
Taxat-Senat é uma comuna francesa na região administrativa de Auvérnia-Ródano-Alpes, no departamento Allier. Estende-se por uma área de 13,31 km². Em 2010 a comuna tinha 198 habitantes (densidade: 14,9 hab./km²).